# Тит Дидий
Тит Дидий (на латински: Titus Didius; Deidius; † 11 юни 89 пр.н.е.) е римски политик на късната Римска република.
Баща му със същото име е народен трибун през 143 пр.н.е. Тит Дидий е 113/112 пр.н.е. магистър на Монетния двор, народен трибун 103 пр.н.е. и претор 101 пр.н.е. Тогава е управител на провинция Македония и води успешна война против скордиските. За победата получава Триумф и става през 98 пр.н.е. консул. През тази и следващата година той води като проконсул война в Испания (провинция Близка Испания) против въстаналите келтиберите, които побеждава в тежки боеве. При връщането му в Рим през 93 пр.н.е. Дидий празнува второто си триумфално шествие.
През гражданската война той е легат. По времето на Луций Юлий Цезар и на Луций Порций Катон и Сула става консул. През 89 пр.н.е. той завоюва Херкуланеум, но е убит на 11 юни при Нола или Помпей.ref>Овидий: Fasti 6, 567 – 568.</ref>